# Adamczowice
Adamczowice is een dorp in de Poolse woiwodschap Święty Krzyż. De plaats maakt deel uit van de gemeente Klimontów en telt 250 inwoners.